# Сан-агустин-мистепекский сапотекский язык
Сан-агустин-мистепекский сапотекский язык (San Agustín Mixtepec Zapotec) — сапотекский язык, на котором говорят в городе Сан-Агустин-Мистепек округа Мьяуатлан штата Оахака в Мексике.